# Cajazeiras (ort)
Cajazeiras är en ort i Brasilien.   Den ligger i kommunen Cajazeiras och delstaten Paraíba, i den östra delen av landet, 1 400 km nordost om huvudstaden Brasília. Cajazeiras ligger 305 meter över havet och antalet invånare är 43 913.
Terrängen runt Cajazeiras är platt. Det finns inga andra samhällen i närheten.
Omgivningarna runt Cajazeiras är huvudsakligen savann. Runt Cajazeiras är det ganska tätbefolkat, med 120 invånare per kvadratkilometer.